# 3 Musketeers (confiserie)
Pour les articles homonymes, voir 3 Musketeers (homonymie).
3 Musketeers est une barre chocolatée vendue aux États-Unis et au Canada par Mars Incorporated.

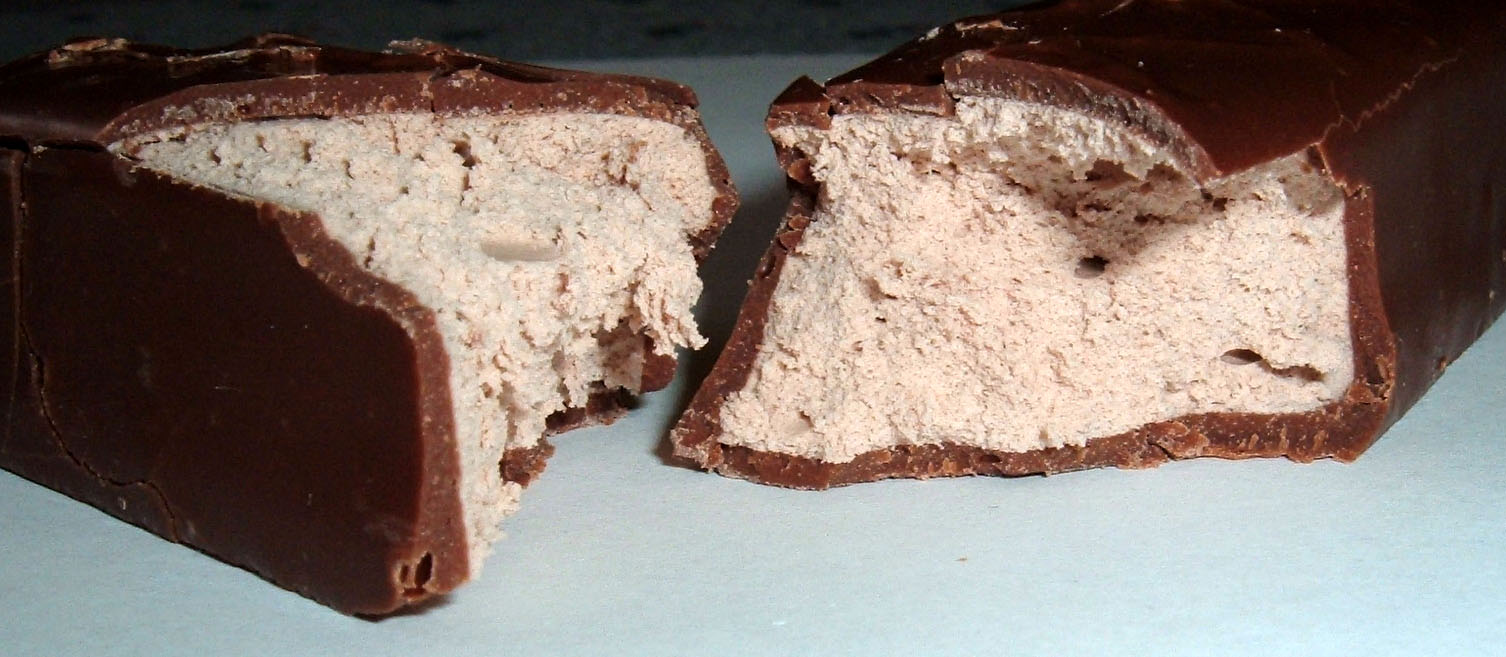
3 Musketeers partagé en deux, exposant le nougat.

## Description
3 Musketeers est une barre chocolatée remplie de nougat au centre. En dehors des États-Unis et du Canada, le produit est connu sous le nom de Milky Way qui lui est utilisé aux États-Unis pour le produit connu dans le reste du monde comme la barre Mars. La barre 3 Musketeers fut en 1932 la troisième marque produite et distribuée par Mars Incorporated La barre vendue pour 5 cents de dollar à ses débuts était promue comme la barre de chocolat la plus grosse et qu'on pouvait partager entre amis.
À l'origine, l'emballage contenait trois morceaux aromatisés au chocolat, à la fraise et à la vanille expliquant le nom de la marque. Avec l'augmentation des coûts du sucre et les restrictions dues à la Seconde Guerre mondiale les morceaux à la fraise et à la vanille disparurent au profit du plus populaire, le chocolat.
Pendant les années 1970, la barre était vendue en Australie avec le slogan The big chocolate taste (le grand goût du chocolat).
Pour le 75e anniversaire de la marque en août 2007, fut introduite la première variante de la barre à la menthe, 3 Musketeers Mint. La même année, une édition limitée "Autumn Minis Mix" contenant de la Vanille, Cappuccino et de la fraise, suivi par Cherry 3 Musketeers pour la Saint-Valentin 2008, Raspberry 3 Musketeers et Orange 3 Musketeers pour Pâques en 2008. La variante à l'orange était enrobée de chocolat classique alors que les variantes à la cerise et à la framboise étaient enrobées de chocolat noir,.
Dans l'épisode 2 de la saison 2 de Stranger Things, Dustin dit que la barre chocolatée est dans son top 3 des meilleurs bonbons.

### Variétés
| Nom                          | Description                   | Depuis | Fin     |
| ---------------------------- | ----------------------------- | ------ | ------- |
| Original 3 bar               | Vanille, fraise et chocolat   | 1932   | 1945    |
| Chocolate                    | Chocolat                      | 1945   | présent |
| Mint                         | Menthe                        | 2007   | présent |
| Autumn Minis                 | Cappuccino, vanille et fraise | 2007   | 2007    |
| Cherry                       | Cerise                        | 2008   | 2008    |
| Raspberry                    | Framboise                     | 2008   | 2008    |
| Orange                       | Orange                        | 2008   | 2008    |
| Chocolate Strawberry Brownie | Chocolat, fraise et brownie   | 2008   | 2008    |

## Nom
Dans le roman Les trois mousquetaires par Alexandre Dumas, père, les trois mousquetaires, Aramis, Porthos, et Athos, sont rejoints par D'Artagnan. Dans la publicité pour la barre y figurent et sont représentés les personnages du roman mais D'Artagnan remplace Aramis.

## Informations nutritionnelles
Une barre 3 Musketeers de taille standard (60 g) contient 257 kcalories, 5 grammes de graisse saturée et 40 grammes de sucre.